# 神野祐希
神野 祐希（じんの ゆうき、1985年11月19日 - ）は、日本の男性声優。愛媛県出身。

## 略歴
プロ・フィット声優養成所卒。
2011年8月までプロ・フィットに所属、その後ガジェットリンクに所属していた。

## 人物
趣味はダーツ、TCG、料理。特技は柔道、野外活動。
資格は書道六段、普通自動車免許。

## 出演作品

### テレビアニメ
2007年
- アームズラリー（スコット、ゴンチャロフ）

2008年
- イタズラなKiss（男子生徒）
- スキップ・ビート!（スタッフB）
- ストライクウィッチーズ（兵士達）
- スレイヤーズREVOLUTION（街人B）

2009年
- WHITE ALBUM（人々）

2010年
- 夢色パティシエールSP（スペシャル）プロフェッショナル（インタビュアー）

### OVA
2009年
- 少女革命ウテナDVD-BOX下巻（ガヤ）

### 劇場アニメ
2009年
- 8月のシンフォニー -渋谷2002〜2003（ガヤ）

### ドラマCD
- これはゾンビですか?（男性客）
- ときめきメモリアル Only Love Another Chapter/ある春の日に（生徒たち）
- るり色輪廻オリジナルドラマ『海より深き夢の色』（生徒たち）
- 瑠璃の風に花は流れる〜紫都の貴公子〜（船員3）

### CM
- X-1R（ナレーション）